# Delta Junction
Delta Junction – miasto w Stanach Zjednoczonych, w stanie Alaska, w okręgu Southeast Fairbanks.